# Paraphlomis javanica
Paraphlomis javanica là một loài thực vật có hoa trong họ Hoa môi. Loài này được (Blume) Prain mô tả khoa học đầu tiên năm 1901.